# 上田丸子電鉄サハ40形電車
上田丸子電鉄サハ40形電車（うえだまるこでんてつサハ40がたでんしゃ）は、上田丸子電鉄（後の上田交通）に在籍した電車（付随車）である。

## 概要
飯山鉄道（現・JR飯山線）が1937年（昭和12年）に日本車輌製造において新製した新製した気動車（ガソリンカー）キハ100形101・102を出自とする。全長14m級の半鋼製車体に、前後妻面へ大きな2枚の前面窓を配した丸妻形状という、当時日本車輌製造が全国の非電化私鉄へ納入した気動車各形式と共通する特徴を備える。側面の客用扉下部にはステップを備え、同部分は車体裾部より一段下がった形状となっている。
飯山鉄道の戦時買収に伴って国有鉄道籍に編入されたのち、戦後の1948年（昭和23年）6月22日付でキハ101・102とも一斉に除籍され、上田丸子電鉄へ払い下げられた。
前述の通り2両はいずれも付随車として導入されているが、計画段階では制御車として導入予定であったことから、2両とも一方の車端部に密閉式の乗務員室が新設された。
先に上田丸子電鉄へ払い下げられたキハ101は付随車サハ40形41として1950年（昭和25年）10月16日付認可で導入された。しかし現車は前年の1949年（昭和24年）に既に導入されており、当初はハフ100形101の形式称号・車両番号が付与されて運用を開始したとされる。
次いで1950年（昭和25年）に払い下げられたキハ102は、キハ101と異なり車体のみを購入した。丸子町駅へ搬入する際には前述サハ41の台車を一時的に外して輸送した。その後長らく丸子町駅構内で留置されたのち、1951年（昭和26年）に相模鉄道より事故で廃車となった同社キハ1形5の廃車発生品である台車を購入、キハ102の車体と組み合わせてサハ40形42として1952年（昭和27年）11月28日付認可で導入された。

## 運用
竣功後のサハ41・42はいずれも別所線へ配属され、電動車に牽引される形で朝夕の多客時間帯に運用された。その後、サハ41は1961年（昭和36年）に丸子線に転属、モハ3350形3351・3352と3両編成を組成して朝夕の多客時間帯専用編成として運用された。さらに翌1962年（昭和37年）には前後妻面に貫通路・貫通扉を新設し、同時に片運転台化・貫通扉取り付け工事を施工したモハ2320形2321・2322と同じく3両編成を組成した。この際にモハ3351・3352と3両編成を組成する中間車はサハ27へ変更されている。
サハ42は1968年（昭和43年）2月に真田線内で事故により転覆し、同年3月25日付で廃車。サハ41は1969年（昭和44年）4月20日付で丸子線が全線廃止となる直前に再び別所線に転属、電動車に牽引される形態で運用された。後年、増結用車両に制御車が用いられる形態が増加すると、終起点駅における電動車の付け替え（機回し）を必要とする付随車であるサハ41の運用機会は減少した。1983年（昭和58年）に別所線での主な牽引役であったモハ5250形のペアとして東急からクハ290形が改造・転入してくると休車状態となり、その後は稼動機会がほぼないまま、1984年（昭和59年）3月11日付で廃車となり、翌1985年（昭和60年）に上田原駅構内にて解体され、本形式は形式消滅した。